# Eu-
Eu-, av grekiskans eu, 'gott', 'väl', är ett prefix som lägger till någon av betydelserna 'som är av god kvalitet', 'som utförs väl', 'som sker med lätthet'. I senlatinet utvecklades eu- framför vokal till ev-, som i evangelium.

## Exempel på ord
- eufonium
- eutrof
- eukaryot